# 石原俊 (社会学者)
石原 俊（いしはら しゅん、1974年4月4日 - ）は、日本の社会学者。専攻は社会学。専門領域は歴史社会学、島嶼社会論、現代社会論。明治学院大学社会学部教授。
父は、人文地理学者で奈良大学元学長、京都大学・名古屋大学・奈良大学名誉教授の石原潤（いしはら ひろし）。母方の祖父は、洋画家で京都精華大学元理事長、同名誉教授、関西美術院元理事長の福井勇。

## 経歴
- 1974年4月 京都市に生まれる

### 学歴
- 1993年3月 洛星高等学校卒業
- 1997年3月 京都大学文学部（社会学専攻）卒業
- 1999年3月 京都大学大学院文学研究科（社会学専修）修士課程修了
- 2002年3月 京都大学大学院文学研究科（社会学専修）博士後期課程単位取得退学
- 2005年7月 京都大学博士（文学）

### 職歴
- 1999年4月～2002年3月 日本学術振興会特別研究員 (DC)
- 2002年4月～2003年3月 京都大学大学院文学研究科研修員
- 2002年～2006年　龍谷大学・立命館大学大学院などの非常勤講師
- 2003年4月～2005年7月 日本学術振興会特別研究員 (PD)
- 2005年8月～2007年3月 千葉大学大学院社会文化科学研究科／人文社会科学研究科助手
- 2007年4月～2009年3月 千葉大学大学院人文科学研究科助教（学校教育法改正に伴う職名変更）
- 2009年4月～2017年3月 明治学院大学社会学部准教授
- 2015年9月～2016年3月 University of California Los Angeles, Asian American Studies Department, Visiting Researcher
- 2016年9月～2017年3月 法政大学大学院社会学研究科非常勤講師
- 2017年4月～ 明治学院大学社会学部教授
- 2017年4月～2018年3月 京都大学文学部／大学院文学研究科非常勤講師
- 2017年9月～2018年3月 東京大学大学院人文社会系研究科・文学部非常勤講師

## 社会活動
- 2009年4月～2010年3月 週刊読書人「論潮」欄（論壇時評）担当
- 2010年～ 東京都小笠原村陸域ガイド講習プログラム 「歴史・文化」分野講師
- 2014年4月～ 国立歴史民俗博物館総合展示第5・6室（近代・現代）リニューアル委員会委員
- 2018年4月～ 毎日新聞（全国版）「月刊・時論フォーラム」欄担当
- 2018年5月 小笠原諸島返還50周年記念シンポジウム（東京都主催）基調講演者
- 2019年6月～ 関西社会学会理事
- 2019年6月～ 社会学系コンソーシアム理事

## 受賞
- 2008年 第7回日本社会学会奨励賞受賞（『近代日本と小笠原諸島――移動民の島々と帝国』により）

## 主要著書

### 単著
- 『近代日本と小笠原諸島――移動民の島々と帝国』平凡社 2007年
- 『殺すこと／殺されることへの感度――2009年からみる日本社会のゆくえ』東信堂 2010年
- 『〈群島〉の歴史社会学――小笠原諸島・硫黄島、日本・アメリカ、そして太平洋世界（現代社会学ライブラリー 12）』弘文堂 2013年
- 『군도의역사사회학』（『〈群島〉の歴史社会学』の韓国語版、金美晶訳）글항아리（グルハンアリ）2017年
- 『群島と大学――冷戦ガラパゴスを超えて』共和国 2017年
- 『硫黄島――国策に翻弄された130年』中公新書 2019年

### 編著
- 『戦争社会学の構想――制度・体験・メディア』（福間良明、野上元、蘭信三との共編）勉誠出版 2013年

### 共著
- 『グローバリゼーションと植民地主義』（西川長夫・高橋秀寿編）人文書院 2009年
- 『社会学入門』（塩原良和、竹ノ下弘久編）弘文堂 2010年
- 『社会学ベーシックス 9巻――政治・権力・公共性』（井上俊・伊藤公雄編）世界思想社 2011年
- 『戦争社会学ブックガイド――現代世界を読み解く132冊』（野上元・福間良明編）創元社 2012年
- 『帝国日本の移動と動員』（今西一・飯塚一幸編）大阪大学出版会 2018年

### 監修
- 『硫黄島クロニクル――島民の運命（さだめ）』（全国硫黄島島民の会編）、2016年。
- 『OGASAWARA: The Guardians of Paradise』（NHK WORLD-JAPAN、ナビゲーター：ピーター・バラカン、2018年8月25日放送、2018年11月4日再放送）
- 『小笠原諸島返還50周年記念誌：原色 小笠原の魂――The Spirit of Ogasawara Islands』（小笠原諸島返還50周年記念事業実行委員会発行）、2018年。

## 主要論文
- 「移動民と文明国のはざまから――ジョン万次郎と船乗りの島々」『思想』990号（10月号）岩波書店 2006年
- 「そこに社会があった――硫黄島の地上戦と＜島民＞たち」『未来心理(Mobile Society Review)』15号（特集：伝達再考）NTTドコモ・モバイル社会研究所 2009年
- 「戦争機械／女の交換／資本主義国家――ノマドとレヴィ＝ストロース」『KAWADE 道の手帖 レヴィ＝ストロース――入門のために 神話の彼方へ』河出書房新社 2010年
- 「＜島＞をめぐる方法の苦闘――同時代史とわたりあう宮本常一」『現代思想』39巻15号（11月臨時増刊号、総特集：宮本常一――生活へのまなざし）青土社 2011年
- 「小笠原諸島の近代経験と日本」『科学』948号（8月号、特集：島に生きる――世界遺産の小笠原から日本へ）岩波書店 2011年
- 「Becoming Pirates――海の近代の系譜学へ」『現代思想』39巻10号（7月号、特集：海賊――洋上のユートピア）青土社 2011年
- 「ディアスポラの島々と日本の「戦後」――小笠原・硫黄島の歴史的現在を考える」『別冊 環』19号（総特集：日本の「国境問題」――現場から考える）藤原書店 2012年。
- 「島と海の想像力――地政学を超える系譜学へ」『現代思想』41巻1号（1月号、特集：現代思想の総展望 2013）青土社 2013年
- 「大学の＜自治＞の何を守るのか――あるいは＜自由＞の再構築にむけて」『現代思想』42巻14号（10月号、特集：大学崩壊）青土社 2014年
- 「それでも守るべきは、大学の自治である」『現代思想』43巻17号（11月号、特集：大学の終焉――人文学の消滅）青土社 2015年
- 「解除されない強制疎開――「戦後70年」の硫黄島旧島民」『現代思想』43巻12号（8月号、特集：戦後70年）青土社 2015年
- 「島民からみた硫黄島史――プランテーション社会、強制疎開と軍務動員、そして難民化」『歴史学研究』963号（2017増刊号：大会特集号）歴史学研究会 2017年
- 「小笠原諸島の近現代史――国家に翻弄された移住民の島々」『NIPPON.COM』2018年→【English】"A Modern History of the Ogasawara Islands: Migration, Diversity, and War"『NIPPON.COM』2018年。
- 「戦後零年の硫黄島」『文藝春秋』9月号、文藝春秋 2019年
- 「ずいひつ波音：硫黄島から見える近現代日本の姿」『潮』727号（9月号）潮出版社 2019年

## メディア関係（出演・報道・座談会など）

### 出演
- TBSラジオ『ニュース探究ラジオ Dig』「世界自然遺産に登録される小笠原諸島、どんなところなんだろう」出演（パーソナリティ：神保哲生・竹内香苗、2011年6月21日生放送）
- BSフジTV『ガリレオX』「戦争を社会学で考える――旧い戦争から新しい戦争まで」出演（2016年9月25日放送、10月2日再放送）
- J-WAVE『JAM THE WORLD』「BREAK THROUGH：専門職大学院について考える」出演（ナビゲーター：安田菜津紀、2017年6月7日生放送）
- TOKYO FM『TIME LINE』「フォーカス：小笠原諸島、知っておきたい歴史的経験」電話出演（パーソナリティ：古谷経衡、2018年6月26日生放送）
- TBSラジオ『荻上チキ・Session-22』「返還50周年特集・第1夜：小笠原諸島、翻弄の歴史」出演（with 森健太郎、パーソナリティ：荻上チキ、2018年6月26日生放送）
- TBSラジオ『荻上チキ・Session-22』「返還50周年特集・第2夜：小笠原諸島、その豊かな自然の魅力」出演（with 可知直毅・鈴木創、パーソナリティ：荻上チキ、2018年6月27日生放送）
- TBSラジオ『荻上チキ・Session-22』「特集・硫黄島：国家に翻弄されたその歴史を知る」出演（with 山崎茂、パーソナリティ：荻上チキ、2019年2月19日生放送）

### 報道
- 『京都新聞』コラム 双曲線「ペリー艦隊と沖縄・小笠原――日米関係で片づけられない島と海の民の出会い」寄稿（2003年6月25日朝刊）
- 『東京新聞』東京トリビア「世界遺産の小笠原は、米領化されるところだった」コメント（2011年8月17日朝刊）→【転載】『東京トリビア』（東京新聞、2012年、pp.148-149）
- 『朝日新聞』「海賊続々　自由に行くぜ――アニメも戦隊ヒーローも」コメント（2012年1月24日朝刊）
- 『東京新聞』こちら特報部「石原知事　尖閣買える？――他の国境の島は　南鳥島と沖ノ鳥島」コメント（2012年4月19日朝刊）
- 『シノドス』社会学者・石原俊氏インタビュー「過去を生きた人びとに寄り添って――「島」から学ぶ、歴史社会学」（2013年10月21日配信）
- 『朝日新聞』「硫黄島をたどって(4)　住めないまま、基地の島に」コメント（2016年2月16日夕刊）
- 『東京新聞』「伝言　あの日から70年：激戦の島　帰れぬ遺骨――日米合作の「捨て石」」コメント（2015年2月15日朝刊）
- 『現代ビジネス』（講談社）「政官財の愚かな圧力で、大学は想像以上にヤバいことになっている――なんのための大学か【前編】」寄稿（2017年5月11日配信）
- 『現代ビジネス』（講談社）「日本の大学をぶっ壊した、政官財主導の「悪しきガバナンス改革」――なんのための大学か【後編】」寄稿（2017年5月12日配信）
- 『東京新聞』こちら特報部「大学が「就職予備校」化――単位の3～4割実習　「専門職大学」構想：改正学校教育法案　企業の都合優先？」コメント（2017年5月23日朝刊）
- 『東京新聞』こちら特報部「大学の「株式会社化」――「収益重視 企業と一致」：教員ら介入警戒　政府の人づくり革命」コメント（2017年8月11日朝刊）
- 『毎日新聞』トレンド観測「「関西の社会学者」著作続々――マイノリティーの現場を深く」コメント （2017年9月23日朝刊）
- 『シノドス』「「人づくり革命」・「無償化」・改憲構想と大学のゆくえ――国家主義化する「大学改革」」寄稿（2018年2月13日配信）
- 『中国新聞』「大学改革　在り方考える――中区でシンポ　教授ら課題報告 - ウェイバックマシン（2018年2月21日アーカイブ分）」談話掲載（2018年2月18日朝刊）
- 『聖教新聞』「返還から50年――小笠原諸島の歩んだ歴史」寄稿（2018年6月14日）
- 『朝日新聞』ひもとく「小笠原返還50年――翻弄された「帝国」の最前線」寄稿（2018年6月16日朝刊）
- 『朝日新聞』「小笠原 返還50年：硫黄島 帰郷かなわぬ故郷――強制疎開 戦後は日米の軍事的拠点に」コメント（2018年6月26日朝刊）
- 『毎日新聞』論点「硫黄島に残る「戦後」――軍事利用優先させた政府」コメント（2018年8月15日朝刊）
- 『河北新報』ほか（共同通信配信）書評「ジョン・アーリ『オフショア化する世界』明石書店」（2018年10月28日朝刊）
- 『琉球新報』「小笠原と沖縄：返還50年の先に(4)　石原俊・明治学院大教授に聞く――総力戦、冷戦の「捨て石」に」コメント（2018年12月27日）
- 『毎日新聞』本と人「『硫黄島』著者 石原俊さん――東京に残る「戦後零年」の島」コメント (2019年3月10日朝刊)
- 『朝日新聞』天声人語「もうひとつの硫黄島」談話掲載　(2019年3月17日朝刊)
- 『歴史群像』（学研プラス）著者インタビュー「石原俊『硫黄島』――忘れられた硫黄列島の歴史的経験と存在を抽出し、日本の近現代を問う」（2019年4月号）
- 『毎日新聞』「大分大学長きょう選考――教職員の投票も再任回数の上限もなし：石原俊・明治学院大教授の話」コメント（2019年6月20日朝刊・大分版）
- 『山陽新聞』ほか（共同通信配信）視標「重度障害者の初登院――加害行為許さない感覚育成 国会活動で健常者に」寄稿（2019年8月2日)
- 『読売新聞』「戻れぬ硫黄島「忘れないで」――強制疎開75年」コメント（2019年8月14日夕刊）
- 『ヒストリスト』（山川出版社）「社会学者に聞く世襲のメカニズム――私たちはなぜ、あれほど「歴史的世襲」を祝福したのか？」コメント（2019年8月23日配信）
- 『毎日新聞』「下関市立大 教研審経ずに計画進行――理事長 市長の要望受け担当教員採用：ガバナンス上大いに問題」コメント(2019年9月11日朝刊・下関版)
- 『毎日新聞』「遠い硫黄島 かすむ墓参――元島民減少、子孫は付き添い限定　「歴史継承へ機会増やして」」コメント（2019年10月2日夕刊）
- 『論座』（朝日新聞社）「戦後文教行政の「最後の一線」が決壊する――不正と弱体化の果て、文部科学省の機能不全」寄稿（2019年10月11日配信）
- 『北海道新聞』「残された戦後：記者が見た硫黄島（下）――住民の帰還阻む「秘密」」コメント（2019年12月14日朝刊）
- 『週刊現代』（講談社）「10分で学び直す「あの日あの場所で」第4回：硫黄島玉砕―見捨てられた戦場」コメント（2020年2月1・8日号）
- 『聖教新聞』「硫黄島――戦場の島の知られざる戦後75年」寄稿（2020年2月20日）

### 座談会
- 座談会「2007年の思想界をふりかえる　貧困、脱国民化、歴史への問い」『週刊読書人』（with 岩崎稔・本橋哲也、2007年12月28日）
- 座談会「「殺す／殺される」前に――戦争と社会の関係を理性的に考える素地を早急につくっておかなければいけない　『戦争社会学の構想』（勉誠出版）をめぐって」 『図書新聞』（with 福間良明・野上元、2013年8月31日）
- 対談「少女たちの身にいま、何がおこっているのか――仁藤夢乃著『女子高生の裏社会』（光文社新書）刊行を機に」 『週刊読書人』（with 仁藤夢乃、2014年10月31日）
- 対談「孤立させない――連鎖する性暴力被害のなかで子どもたちがどのように生き抜いてきたのか、その実態を社会に広く知らせる展覧会　私たちは『買われた』展」をめぐって」『図書新聞』（with 仁藤夢乃、2016年8月13日）